# Caleta Buena (comuna)
Caleta Buena fue una de las comunas que integró el antiguo departamento de Tarapacá, en la provincia de Tarapacá.
El territorio de la comuna fue organizado por decreto del 22 de diciembre de 1891, a partir del territorio de las subdelegaciones 6.º y 11.º, con los límites asignados por los decretos del 5 de noviembre de 1885 y 1 de diciembre de 1886.

## Historia
La comuna fue creada por decreto del 22 de diciembre de 1891, con el territorio de las subdelegaciones 6.º y 11.º, con los límites asignados por los decretos del 5 de noviembre de 1885 y 1 de diciembre de 1886.
Desde mayo de 1894 y hasta la supresión de la comuna en 1895, ejercieron como primer alcalde Juan de Dios Garrido, segundo alcalde Manuel Espejo, tercer alcalde Santiago Allendes, regidores Belarmino Bascur, Luis Antonio Guillermo, Miguel González y Marcelino Collao, y como secretario y tesorero, Miguel Luis Valdés. En abril de 1895 recibió en concesión por nueve años un terreno de 24 mil metros cuadrados para establecer un matadero.
La comuna de Caleta Buena fue suprimida por ley del 16 de diciembre de 1895.